# Renew Arena
Renew Arena är hemmaplan för Väsby IK Hockey, och den tredje största ishallen i Stockholmsområdet. Ishallen är byggd 1976.
Publikrekordet är 3 683 personer och sattes i en match mot Björklöven den 1 oktober 1987. I november 2017 stod Vilundaparkens B-hall klar. 

## Historia

### Bakgrund och tidiga år
Ishockeyn spelades först på en utomhusrink, som inte var konstfrusen, på gamla Optimusvallen. 1965 nådde Väsby IK Hockey division II, som då var den näst högsta serien. Man ville ha en konstfrusen isbana, och efter hårt arbete med insamlingar, sponsring och uppvaktning av kommunpolitiker så kunde äntligen Upplands Väsby kommun bygga den konstfrusna isbanan på Vilundavallen 1967. Premiärmatchen spelades den 10 oktober 1967  mot Brynäs IF, som vunnit det svenska mästerskapet säsongen 1966/1967. Väsby IK förlorade matchen med 2-15.

### Ombyggnationer
- År 1976 byggdes den befintliga isbanan in och fick det utseende som ishallen har än idag. I samband med inbyggnationen byttes även ispisten.
- När Väsby IK överraskande tog sig upp till  Elitserien i ishockey 1987/1988 fick interiören i ishallen ett ordentligt lyft. Nya läktare byggdes längs med långsidorna.
- 2005 byggdes en uterink intill den befintliga ishallen.
- 2017 byggdes uterinken in.
- 2018 byttes ispisten i Vilundaparkens ishall. I samband med detta installerades även en ny sarg.
- 2019 bytte namn till Renew Arena[3]